# Protosphagnum
Protosphagnum nervatum és l'única espècie coneguda de l'ordre extint Protosphagnales. Són similars als actuals Sphagnum, malgrat que les cèl·lules foliars no són tan dimòrfiques com en Sphagnum.